# Slaughter of the Soul
Slaughter of the Soul es el cuarto álbum de estudio de la banda sueca de death metal melódico At the Gates, lanzado el 3 de octubre de 1995. Fue su último álbum tras su separación en 1996 y hasta su reencuentro en 2007. Slaughter of the Soul es considerado como un referente dentro del death metal melódico jugando un rol importante en la popularidad del sonido de la escena de Gotemburgo, junto con The Jester Race de In Flames y The Gallery de Dark Tranquillity. El álbum fue grabado y mezclado en el Studio Fredman a principios de 1995.
El solo de guitarra neoclásico de Andy LaRocque en la canción "Cold" fue ampliamente aclamado como uno de los mejores solos[cita requerida], el cual admitiría Anders Björler en 2007 que todavía le era difícil interpretar propiamente.
"Blinded by Fear" fue versionada por la banda The Haunted (compuesta por dos fundadores de At The Gates) en la edición para Japón de su álbum doble en vivo Live Rounds in Tokyo y fue versionada también por la banda Fleshgod Apocalypse en su EP Mafia. La canción también aparece en el videojuego Rock Band 2 como contenido descargable.

## Apariciones en otros medios
Algunos temas del álbum han aparecido en algunos videojuegos.
- "Blinded by Fear" estuvo disponible como contenido descargable para el videojuego Rock Band el 28 de marzo de 2008. Posteriormente fue incluida en la promoción "Metal Track Pack" el 22 de septiembre de 2009 en Estados Unidos. La canción es considerada como la más difícil dentro de la serie de videojuegos para tocar en la batería, debido a sus tiempos rápidos.[3]
- La canción Slaughter of the Soul estuvo disponible en Grand Theft Auto IV: The Lost and Damned y Tony Hawk's Proving Ground.

## Re-lanzamientos
El relanzamiento del año 2002 contiene los 11 temas del lanzamiento original más 6 adicionales. Tres de estos temas son versiones de otros artistas; dos de las cuales son demos y 1 es un tema nuevo, grabado durante las sesiones de la primera versión del álbum. El relanzamiento del año 2006 contiene todo lo incluido en a versión de 2002, con un DVD adicional con un documental detrás de cámaras de las grabaciones de 35 minutos de duración. El relanzamiento de 2008 contiene todo lo incluido en las ediciones pasadas, además de un DVD con fotografías y 8 canciones en vivo de una presentación en Cracovia, Polonia el 30 de diciembre de 1995.

## Recepción

### Recepción de la crítica
Las reseñas de Slaughter of the Soul fueron mayormente positivas. Steve Huey de AllMusic dio al álbum 5 estrellas y lo calificó como "un excelente ejemplo del death melódico estilo Gotemburgo, y ciertamente el mejor álbum de la banda hasta el momento."

## Lista de canciones
Todas las letras escritas por Lindberg, toda la música compuesta por Björler, Björler, except where noted. 
| N.º | Título                             | Duración |  |
| 1.  | «Blinded by Fear»                  | 3:12     |  |
| 2.  | «Slaughter of the Soul»            | 3:02     |  |
| 3.  | «Cold»                             | 3:27     |  |
| 4.  | «Under a Serpent Sun»              | 3:58     |  |
| 5.  | «Into the Dead Sky» (instrumental) | 2:12     |  |
| 6.  | «Suicide Nation»                   | 3:35     |  |
| 7.  | «World of Lies»                    | 3:35     |  |
| 8.  | «Unto Others»                      | 3:11     |  |
| 9.  | «Nausea»                           | 2:23     |  |
| 10. | «Need»                             | 2:36     |  |
| 11. | «The Flames of the End»            | 2:57     |  |

Relanzamiento de 2002
| 2002 Reissue bonus tracks |                                                                        |          |  |
| N.º                       | Título                                                                 | Duración |  |
| 12.                       | «Legion» (versión de Slaughter Lord)                                   | 3:54     |  |
| 13.                       | «The Dying» (Tema no lanzado de las sesiones de Slaughter of the Soul) | 3:18     |  |
| 14.                       | «Captor of Sin» (versión de Slayer)                                    | 3:19     |  |
| 15.                       | «Unto Others» ('95 Demo)                                               | 3:06     |  |
| 16.                       | «Suicide Nation» ('95 Demo)                                            | 3:22     |  |
| 17.                       | «Bister Verklighet» (No Security cover)                                | 1:55     |  |

Relanzamiento de 2006
| 2006 reissue bonus DVD |                                   |          |  |
| N.º                    | Título                            | Duración |  |
| 1.                     | «Making of Slaughter of the Soul» |          |  |
| 2.                     | «Deleted Scenes»                  |          |  |
| 3.                     | «Blinded by Fear» (music video)   |          |  |

Relanzamiento de 2008
| 2008 reissue bonus DVD |                                                    |          |  |
| N.º                    | Título                                             | Duración |  |
| 1.                     | «Terminal Spirit Disease» (live in Kraków, Poland) |          |  |
| 2.                     | «Cold» (live in Kraków, Poland)                    |          |  |
| 3.                     | «The Swarm» (live in Kraków, Poland)               |          |  |
| 4.                     | «Blinded by Fear» (live in Kraków, Poland)         |          |  |
| 5.                     | «Nausea» (live in Kraków, Poland)                  |          |  |
| 6.                     | «Forever Blind» (live in Kraków, Poland)           |          |  |
| 7.                     | «Need» (live in Kraków, Poland)                    |          |  |
| 8.                     | «Kingdom Gone» (live in Kraków, Poland)            |          |  |
| 9.                     | «Making of Slaughter of the Soul»                  |          |  |
| 10.                    | «Deleted Scenes»                                   |          |  |
| 11.                    | «Blinded by Fear» (music video)                    |          |  |

## Créditos
At the Gates
- Tomas Lindberg − voz
- Anders Björler − guitarra, efecto de batería phaser en "Into the Dead Sky"
- Martin Larsson − guitarra
- Jonas Björler − bajo
- Adrian Erlandsson − batería

Invitados
- Andy LaRocque − solo de guitarra en "Cold"

Producción
- Fredrik Nordström − productor
- At the Gates – coproducción
- Noel Summerville − masterización

Arte y diseño
- Kristian Wåhlin − logo, diseño de portada
- Absolute Design Associates – arte adicional y diseño
- Frequent Form – concepto del logo

Estudios
- Studio Fredman, Gotemburgo, Suecia – grabación y mezclad de audio
- Transfermation – masterización